# ウィリアム・ド・オービニー (初代アランデル伯爵)
初代アランデル伯爵ウィリアム・ド・オービニー（英語: William d'Aubigny, 1st Earl of Arundel、1109年ごろ - 1176年10月3日）は、中世イングランドの貴族。
ウィリアム・ド・アルビニー（William d'Albini, William de Albini）の名で知られる。

## 経歴
ノーフォーク・バッケナムの領主ウィリアム・ド・オービニー（Pincernaの名で知られる）とその妻モード（ノーフォーク・フラムリンガムの領主ロジャー・ビゴッドの娘）の間の長男として生まれた。
1138年に亡き国王ヘンリー1世の2番目の王妃だったアデライザ・オブ・ルーヴァンと結婚したことで1138年か1139年頃にアランデル城とアランデル伯爵位を与えられた。無政府時代にあってスティーブン王に忠実な立場をとり、1153年にはスティーブンとアンリ（ヘンリー2世）との間のウォリングフォード条約締結に尽力した。ヘンリー2世のもとでも地位を維持した。
1173年の若ヘンリー王の反乱の際には国王ヘンリー2世に付いた。
1176年10月3日にサリーのウェイバリー修道院で死去した。

## 家族
1138年にルーヴェン伯ゴドフロワ1世の娘でイングランド王ヘンリー1世の2番目の王妃だったアデライザ・オブ・ルーヴァンと結婚。彼女との間に4男3女を儲けた。
- ウィリアム・ド・オービニー（1150年以前 - 1193年） - 2代アランデル伯
- レイナー
- ヘンリー
- ジェフリー
- アリス（? - 1188年） - ウー伯ジョン（ジャン1世）・ヘイスティングスと結婚、のちアルヴレッド・ド・セント・マーティンと結婚
- オリヴィア - 早世、サセックスのボックスグローブ修道院に埋葬された。
- アガサ - 早世、サセックスのボックスグローブ修道院に埋葬された。